# Holotrichia hankowiensis
Holotrichia hankowiensis är en skalbaggsart som beskrevs av Brenske 1894. Holotrichia hankowiensis ingår i släktet Holotrichia och familjen Melolonthidae. Inga underarter finns listade i Catalogue of Life.